# Боронатово
Боронатово — деревня в Удомельском городском округе Тверской области.

## География
Деревня находится в северной части Тверской области на расстоянии приблизительно 19 км на север по прямой от железнодорожного вокзала города Удомля.

## История
Деревня известна с 1478 года. В советский период истории здесь действовали колхозы «Дружба-1», Первомайский", им. Жданова, «Россия» и «Бережок». Количество дворов (хозяйств) составляло:
10 (1859), 23 (1886), 21 (1911), 30 (1958), 11 (1986), 7 (1999). До 2015 года входила в состав Котлованского сельского поселения до упразднения последнего. С 2015 года в составе Удомельского городского округа.

## Население
Численность населения: 113 человек (1859 год), 138 (1886), 136 (1911), 83 (1958), 18 (1986), 8 (1999), 4 (русские 100 %) в 2002 году, 1 в 2010.